# Warsztaty Szybowcowe w Warszawie
Warsztaty Szybowcowe w Warszawie – przedsiębiorstwo produkcji szybowców.

## Historia

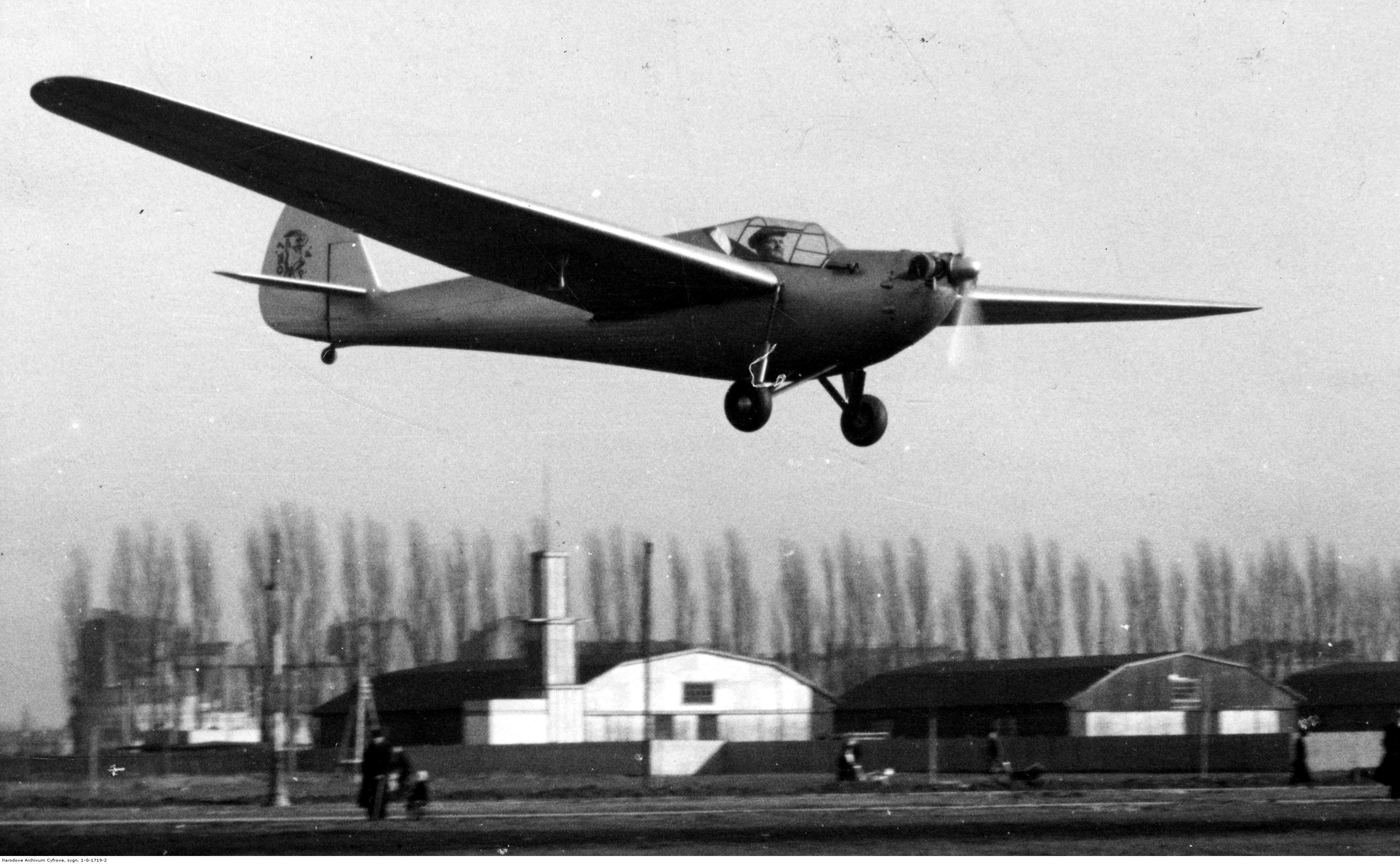
Motoszybowiec Bąk produkowany Warsztatach Szybowcowych w Warszawie

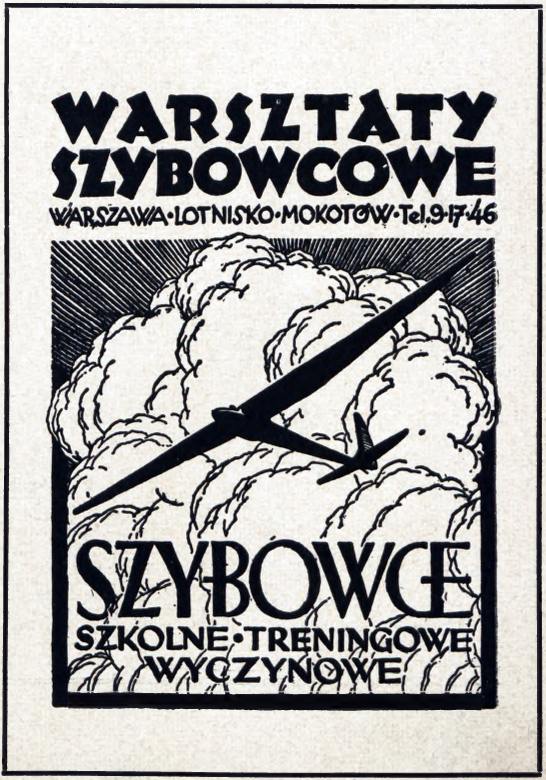
Reklama prasowa Warsztatów Szybowcowych w Warszawie

Sekcja Lotnicza Koła Mechaników Studentów Politechniki Warszawskiej w 1931 r. rozpoczęła produkcję szybowców Czajka inż. Antoniego Kocjana i SG-21 Lwów inż. Szczepana Grzeszczyka. W 1932 r. z Sekcji wyodrębniły się warsztaty szybowcowe, które przyjęły nazwę Warsztaty Szybowcowe w Warszawie. Początkowo warsztaty były zlokalizowane na warszawskiej Pradze przy ul. Inżynierskiej, wiosną 1933 r. przeniosły się na lotnisko mokotowskie do baraków po 1. Pułku Lotniczym. 
Spółką kierował inż. Antoni Kocjan i inż. Jerzy Wędrychowski. Do wykonywania dokumentacji technicznej zatrudniono dodatkowo Apolinarego Sobierajskiego, przy kierowaniu warsztatami pomagał Bolesław Kocjan. Załoga liczyła ok. 25 pracowników. Pierwszą własną konstrukcją opracowaną w Warsztatach był szybowiec Wrona, który został zbudowany w Polsce w ok. 450 egzemplarzach.
II wojna światowa przerwała działalność Warsztatów. W nieczynnych budynkach Armia Krajowa umieściła tajną drukarnię, która została rozbita przez Niemców 1 czerwca 1944 r.

## Produkcja
| Lp | Nazwa  | Data rozpoczęcia produkcji | Liczba egzemplarzy |
| -- | ------ | -------------------------- | ------------------ |
| 1  | Czajka | 1931                       | 100                |
| 2  | Wrona  | 1932                       | 100                |
| 3  | Komar  | 1933                       | 60                 |
| 4  | SG-3   | 1933                       |                    |
| 5  | Sroka  | 1934                       | 40                 |
| 6  | Sokół  | 1935                       |                    |
| 7  | Mewa   | 1936                       | 5                  |
| 8  | Orlik  | 1937                       |                    |
| 9  | Bąk    | 1937                       | 10                 |